# Bernhard Löffler
Bernhard Löffler (* 23. Mai 1965 in Regensburg) ist ein deutscher Historiker.
Bernhard Löffler studierte Geschichte, Germanistik und Volkswirtschaftslehre. Im Jahr 1994 wurde er bei Dieter Albrecht an der Universität Regensburg mit einer Arbeit über die Bayerische Kammer der Reichsräte von 1848 bis 1918 promoviert. Im Kollegjahr 2001/2002 war er als Förderstipendiat am Historischen Kolleg in München. 2001 erfolgte seine Habilitation an der Universität Passau mit einer Arbeit über das Bundeswirtschaftsministerium unter Ludwig Erhard.
Von 2005 bis 2007 vertrat Löffler den Lehrstuhl für Neueste Geschichte und Zeitgeschichte an der Universität Magdeburg. Im März 2008 wurde er zum außerplanmäßigen Professor an der Universität Passau ernannt. Ab April 2008 lehrte Löffler als Lehrkraft für besondere Aufgaben am Lehrstuhl für Neuere Geschichte der Universität Erlangen-Nürnberg, bevor er noch im selben Jahr bis 2010 den Lehrstuhl für Neuere und Neueste Geschichte an der Ludwig-Maximilians-Universität München vertrat. Danach vertrat er 2010 den Lehrstuhl für Geschichte der Neuzeit an der Universität Bonn. Berufungen an die Universität Bamberg und an die Universität Würzburg lehnte er 2010 ab. Seit April 2011 lehrt Löffler als Professor für Bayerische Landesgeschichte an der Universität Regensburg. Er war von 2015 bis 2018 dort Dekan der Fakultät für Philosophie, Kunst-, Geschichts- und Gesellschaftswissenschaften.
Er ist seit 2015 ordentliches Mitglied in der Historischen Kommission bei der Bayerischen Akademie der Wissenschaften und seit März 2018 ihr Sekretär. Er ist ordentliches Mitglied der Kommission für bayerische Landesgeschichte, der Europäischen Akademie der Wissenschaften und Künste und der Kommission für Geschichte des Parlamentarismus und der politischen Parteien. Außerdem ist er Mitglied im Deutschen Hochschulverband, im Verband der Historiker und Historikerinnen Deutschlands, der Görres-Gesellschaft, der Gesellschaft für Sozial- und Wirtschaftsgeschichte, der Gesellschaft für Unternehmensgeschichte und der Vereinigung für Verfassungsgeschichte.

## Schriften (Auswahl)
Monographien
- Das Land der Bayern. Geschichte und Geschichten von 1800 bis heute. Beck, München 2024, ISBN 978-3-406-82155-4.
- mit Bernhard Frings: Der Chor zuerst. Institutionelle Strukturen und erzieherische Praxis der Regensburger Domspatzen 1945 bis 1995. Pustet, Regensburg 2019, ISBN 978-3-7917-3120-9.
- Soziale Marktwirtschaft und administrative Praxis. Das Bundeswirtschaftsministerium unter Ludwig Erhard (= Vierteljahrschrift für Sozial- und Wirtschaftsgeschichte. Bd. 162). Steiner, Stuttgart 2002, ISBN 3-515-07940-8 (Vollständig zugleich: Passau, Universität, Habilitations-Schrift, 2000/01).
- Die bayerische Kammer der Reichsräte 1848 bis 1918. Grundlagen, Zusammensetzung, Politik (= Schriftenreihe zur bayerischen Landesgeschichte. Bd. 108). Beck, München 1996, ISBN 3-406-10689-7 (Zugleich: Regensburg, Universität, Dissertation, 1993–1994).

Herausgeberschaften
- mit Maria Rottler: Netzwerke gelehrter Mönche. St. Emmeram im Zeitalter der Aufklärung (= Zeitschrift für bayerische Landesgeschichte. Beihefte. Bd. 44). Beck, München 2015, ISBN 978-3-406-10727-6.
- Die kulturelle Seite der Währung. Europäische Währungskulturen, Geldwerterfahrungen und Notenbanksysteme im 20. Jahrhundert (= Historische Zeitschrift. Beihefte. Bd. 50). Oldenbourg, München 2010, ISBN 978-3-486-59169-9.